# المسجد الأزرق (يريفان)
المسجد الأزرق (بالأرمينية : Կապույտ մզկիթ ، Kapuyt mzkit ، بالفارسية : مسجد کبود) هو مسجد شيعي فارسي بُني في القرن الثامن عشر، يقع في عاصمة أرمينيا، يريفا. وقد بُني في منتصف القرن التاسع عشر خلال فترة الحكم الصفوي في زمن نادر شاه، وخلال الحقبة السوفياتية توقف المسجد عن العمل بشكل كامل وتحول إلى متحف للتاريخ في يريفان. وبعد استقلال أرمينيا عن الاتحاد السوفيتي، تم تجديد المسجد بدعم من الحكومة الإيرانية وبدأت نشاطات العمل في المسجد. وهو حاليا المسجد النشط الوحيد في أرمينيا.

## معرض صور

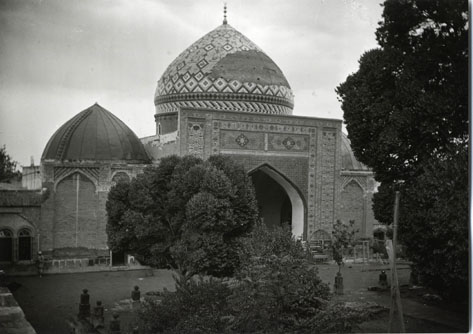
The Blue Mosque in Yerevan, view from the courtyard towards the prayer hall (photo F. Sarre, 1897)
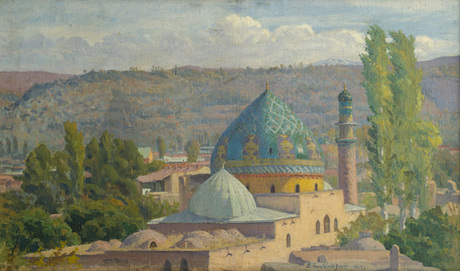
by Panos Terlemezian, 1917
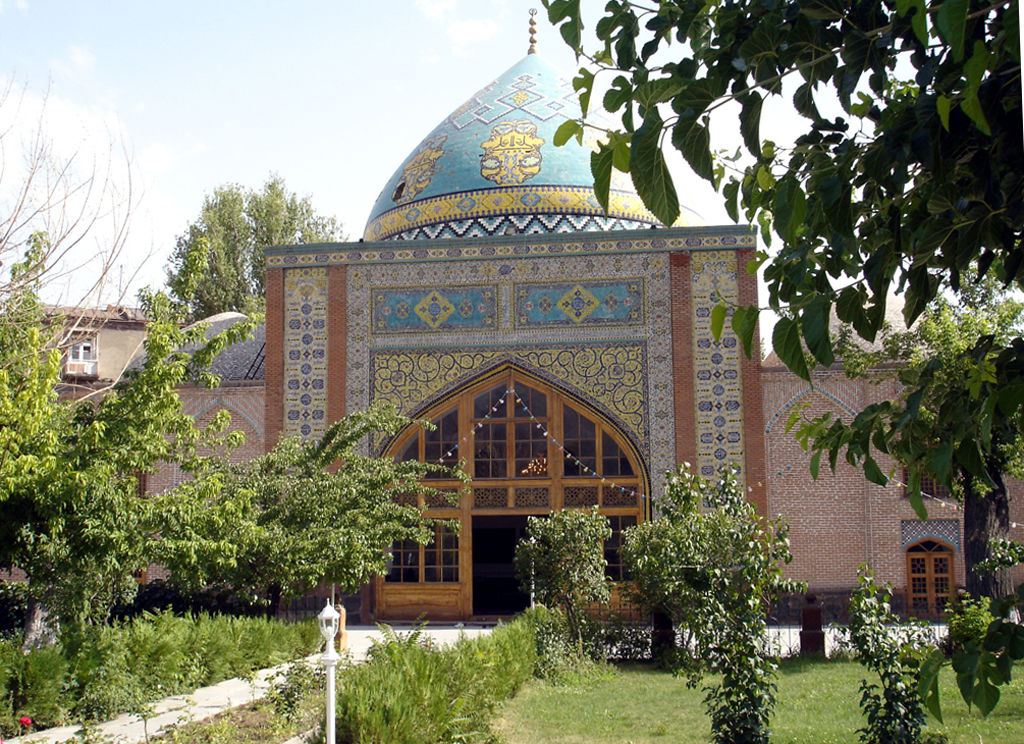
The entrance and the dome
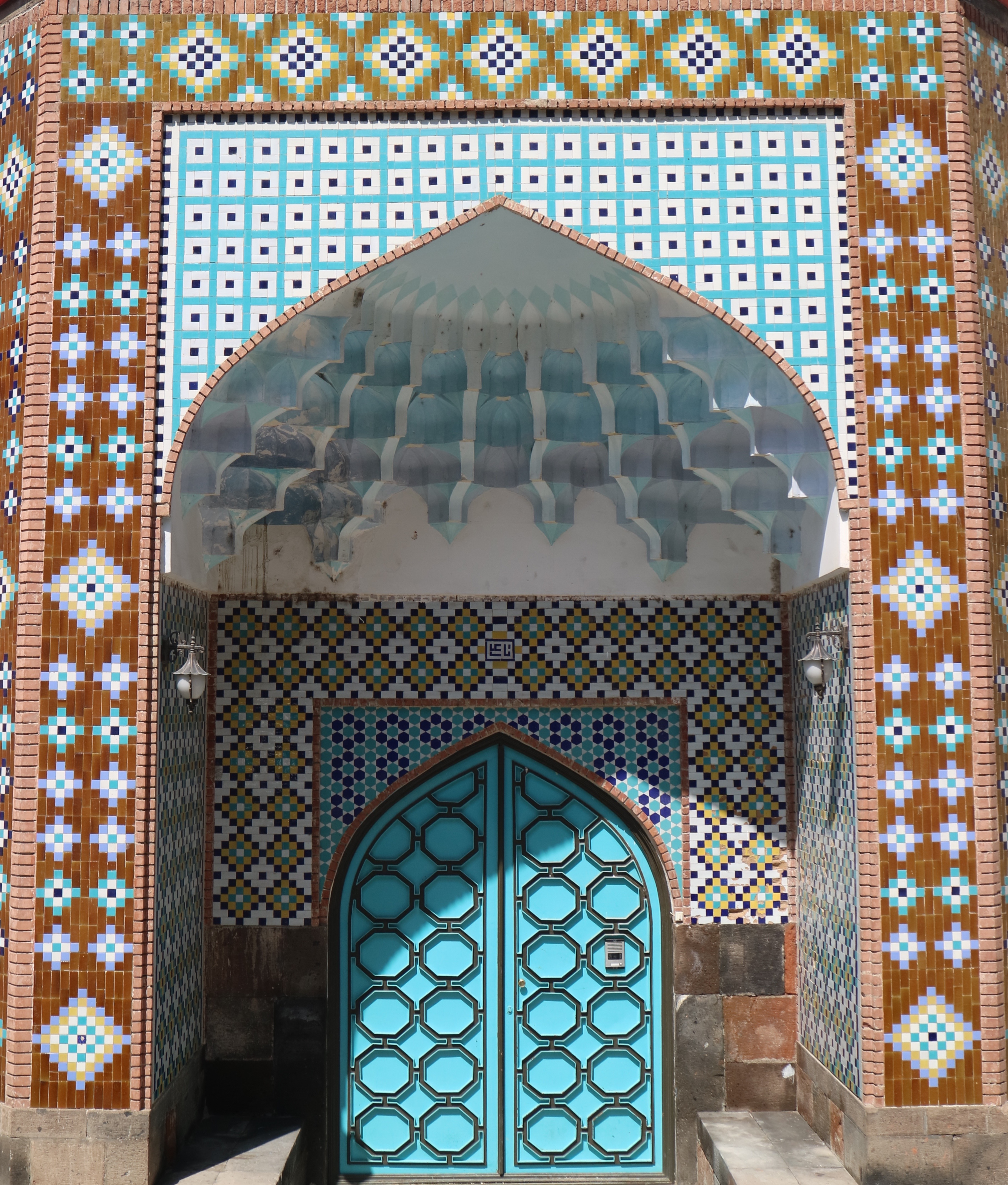
Entrance
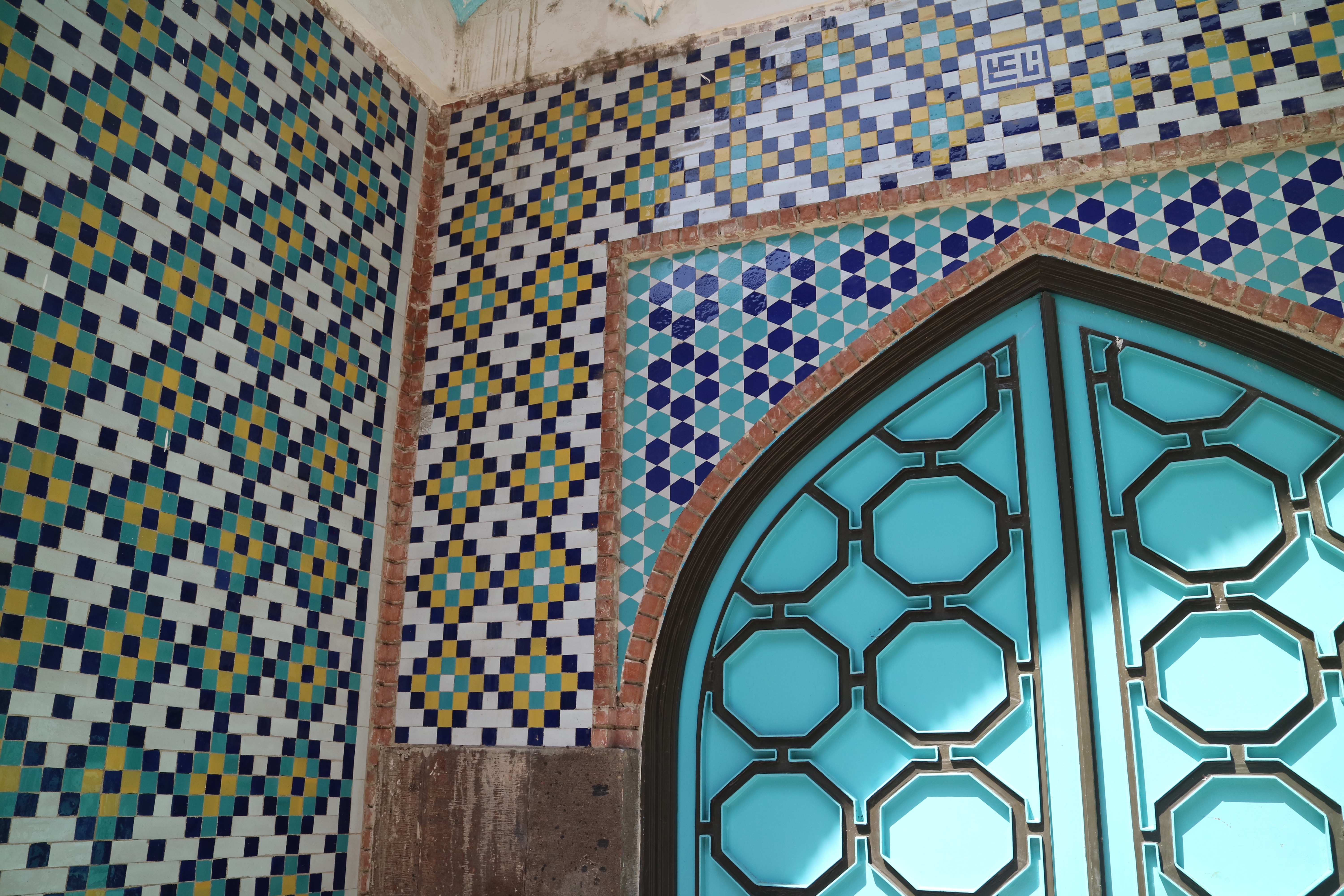
Entrance details
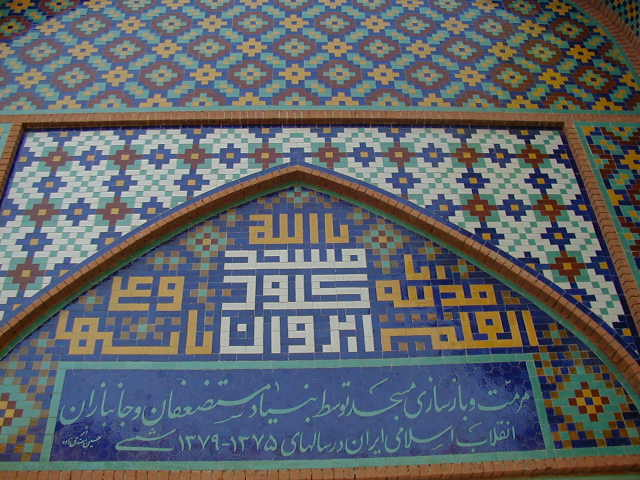
Secondary entrance of the Blue Mosque in Yerevan, added in the late 19th century to the original plan
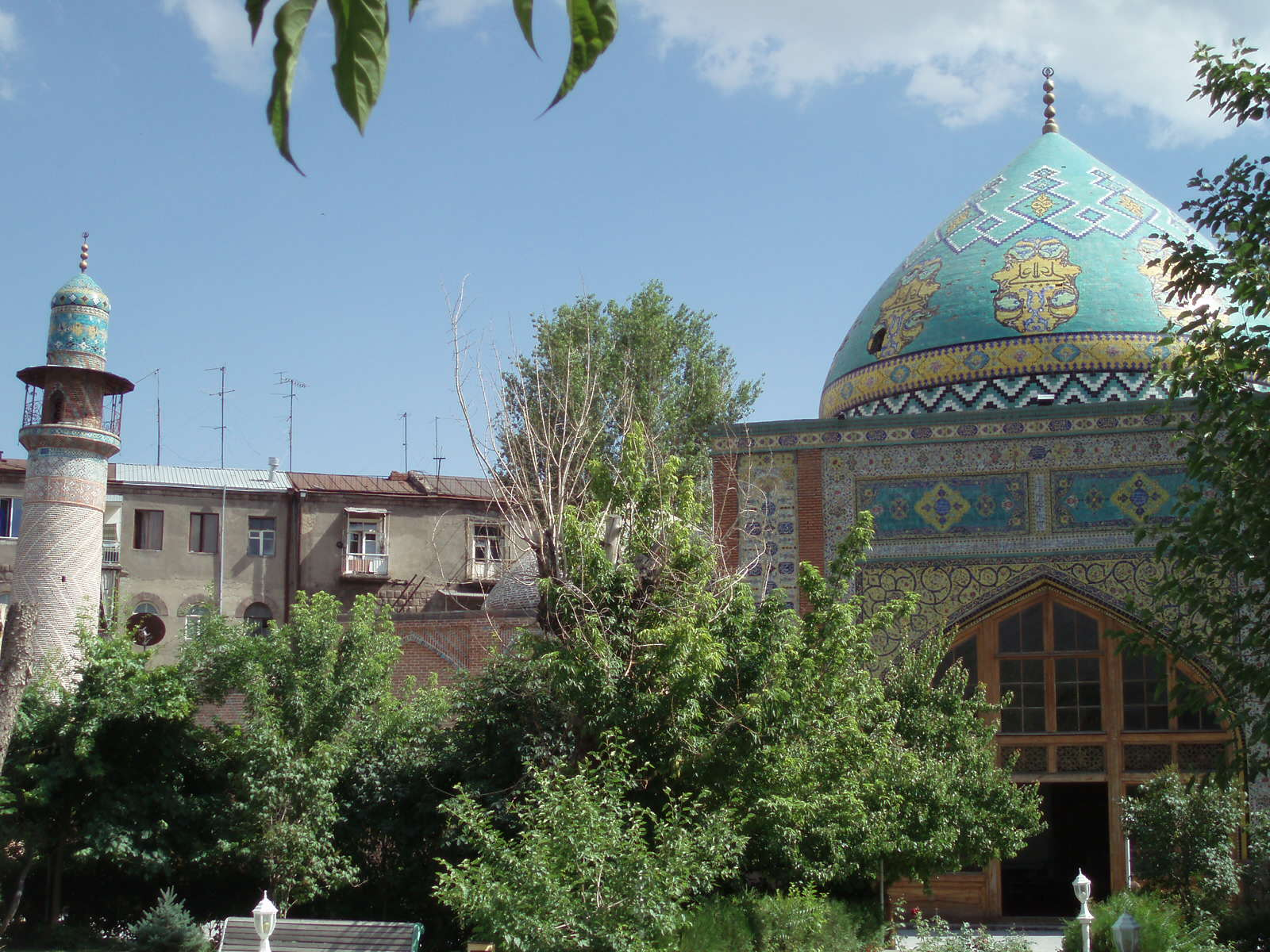
A modern view from the courtyard towards the prayer hall
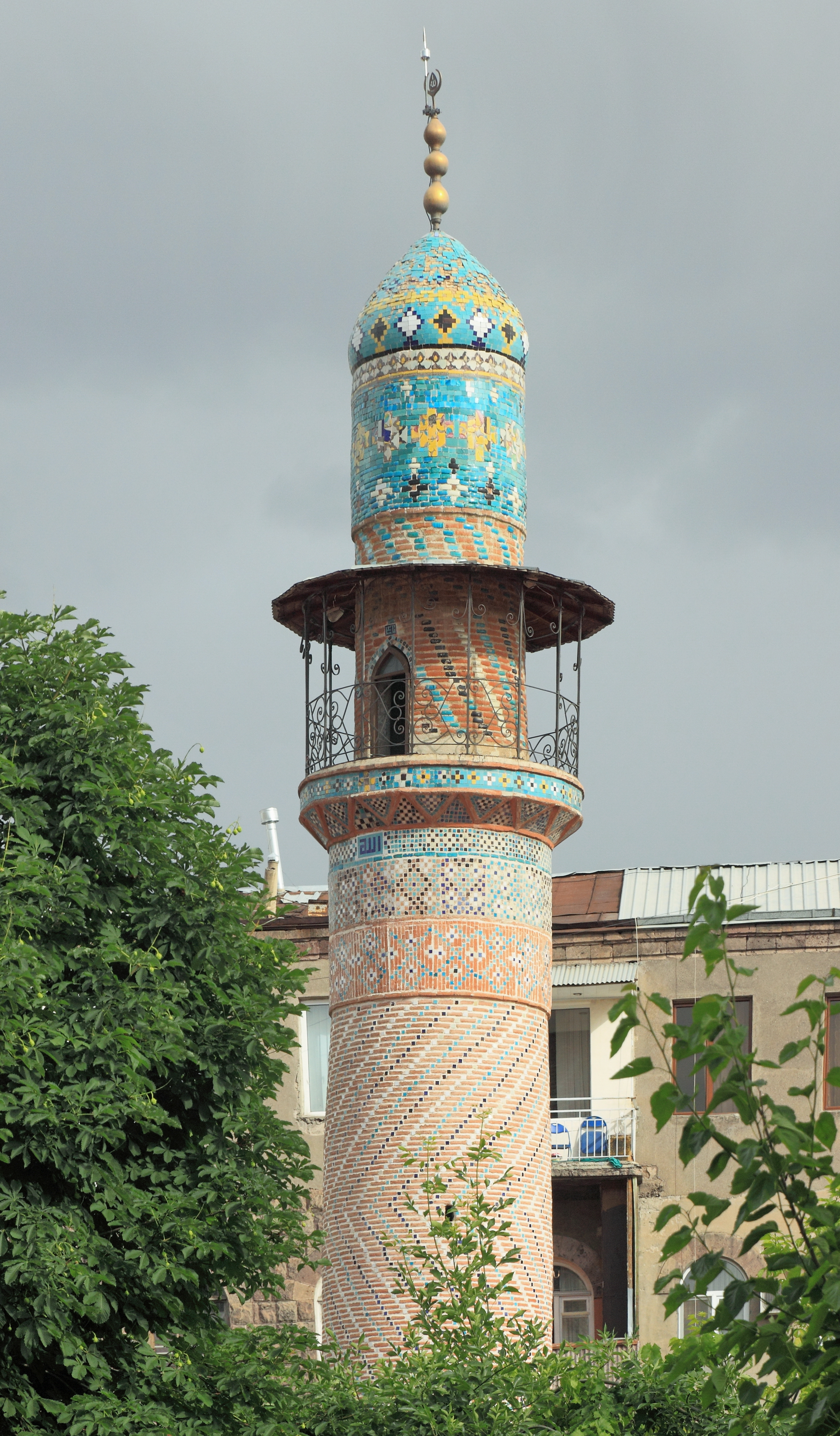
Minaret of the Blue Mosque
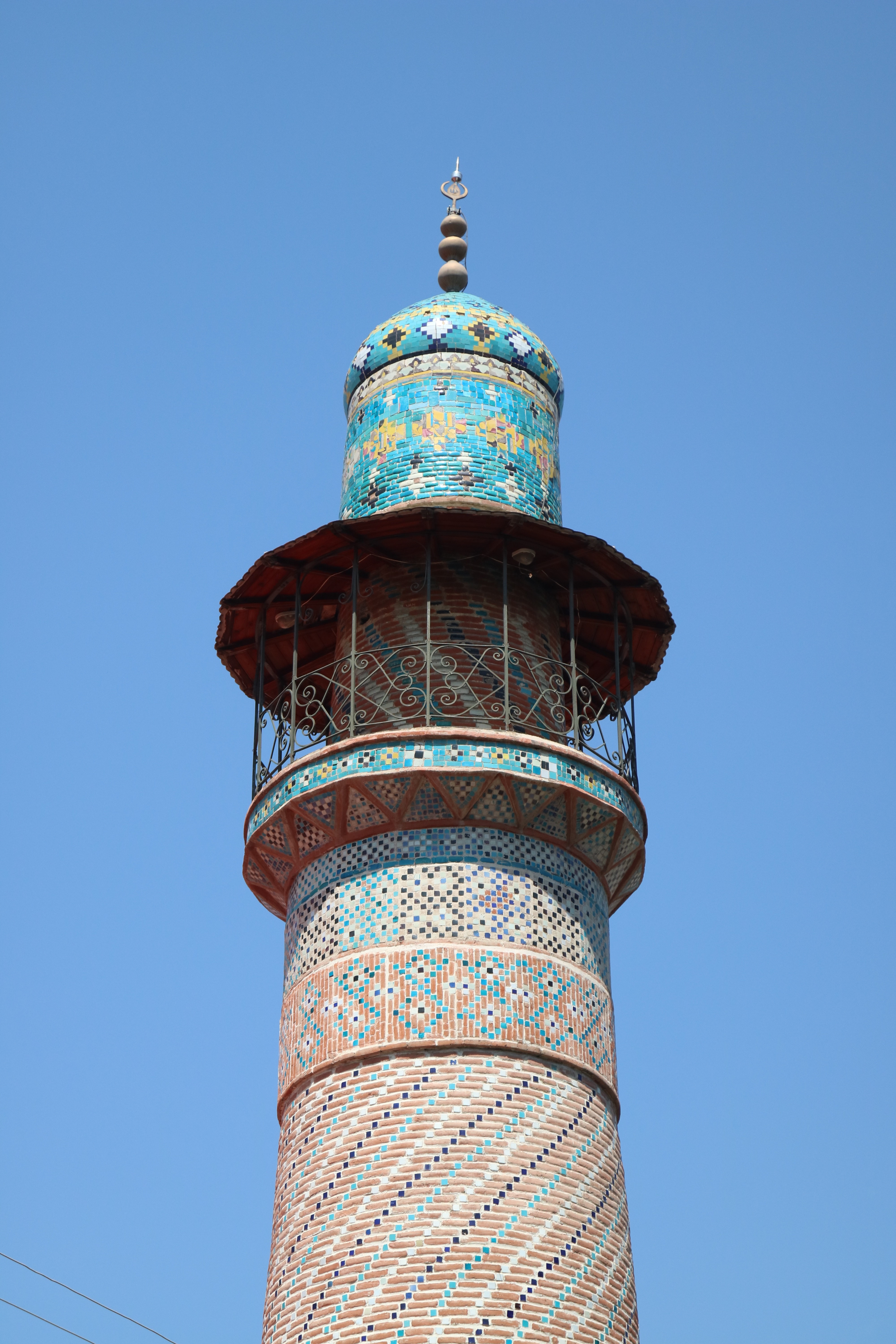
Closer view of the minaret
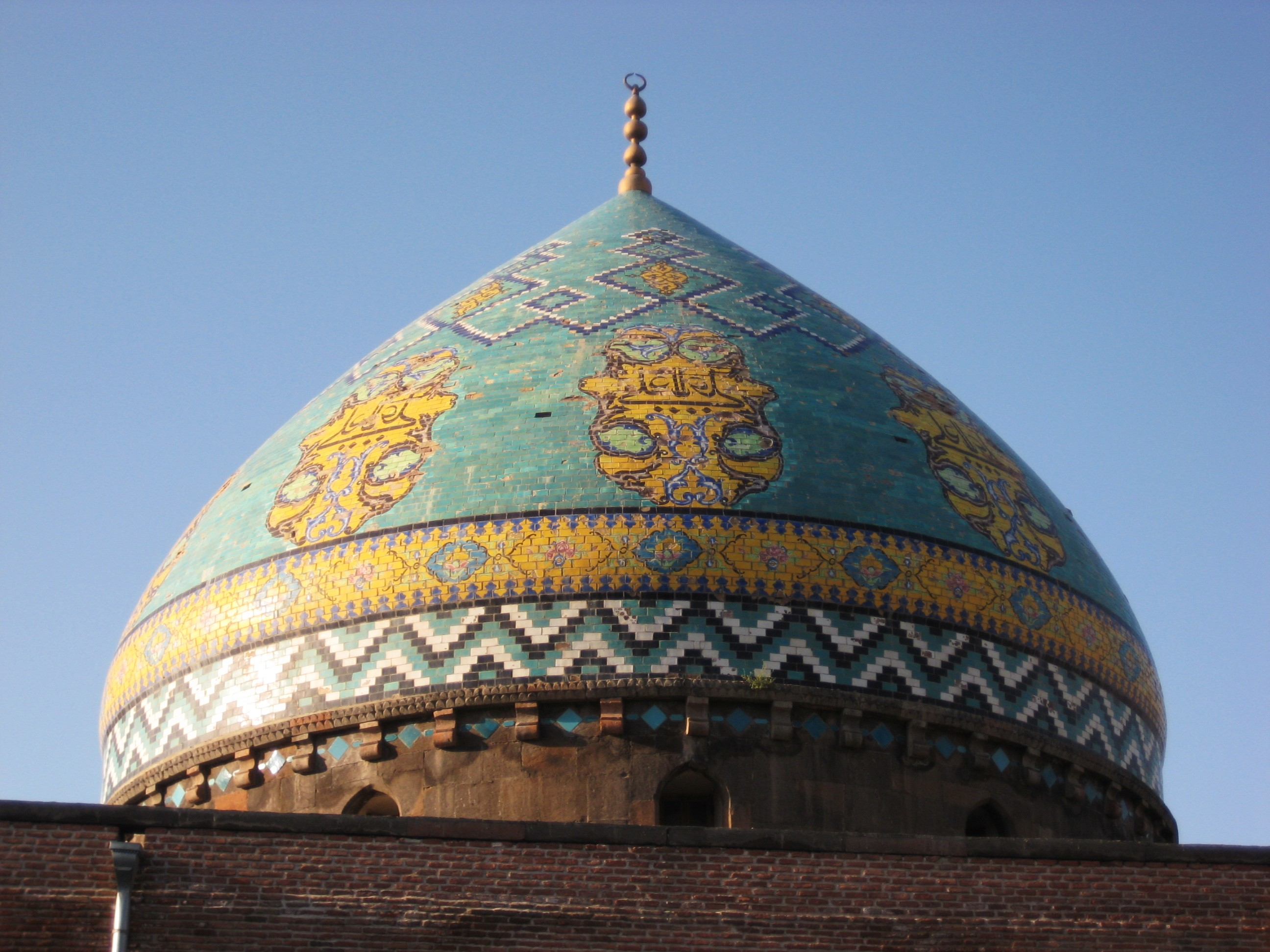
Closer view of the dome
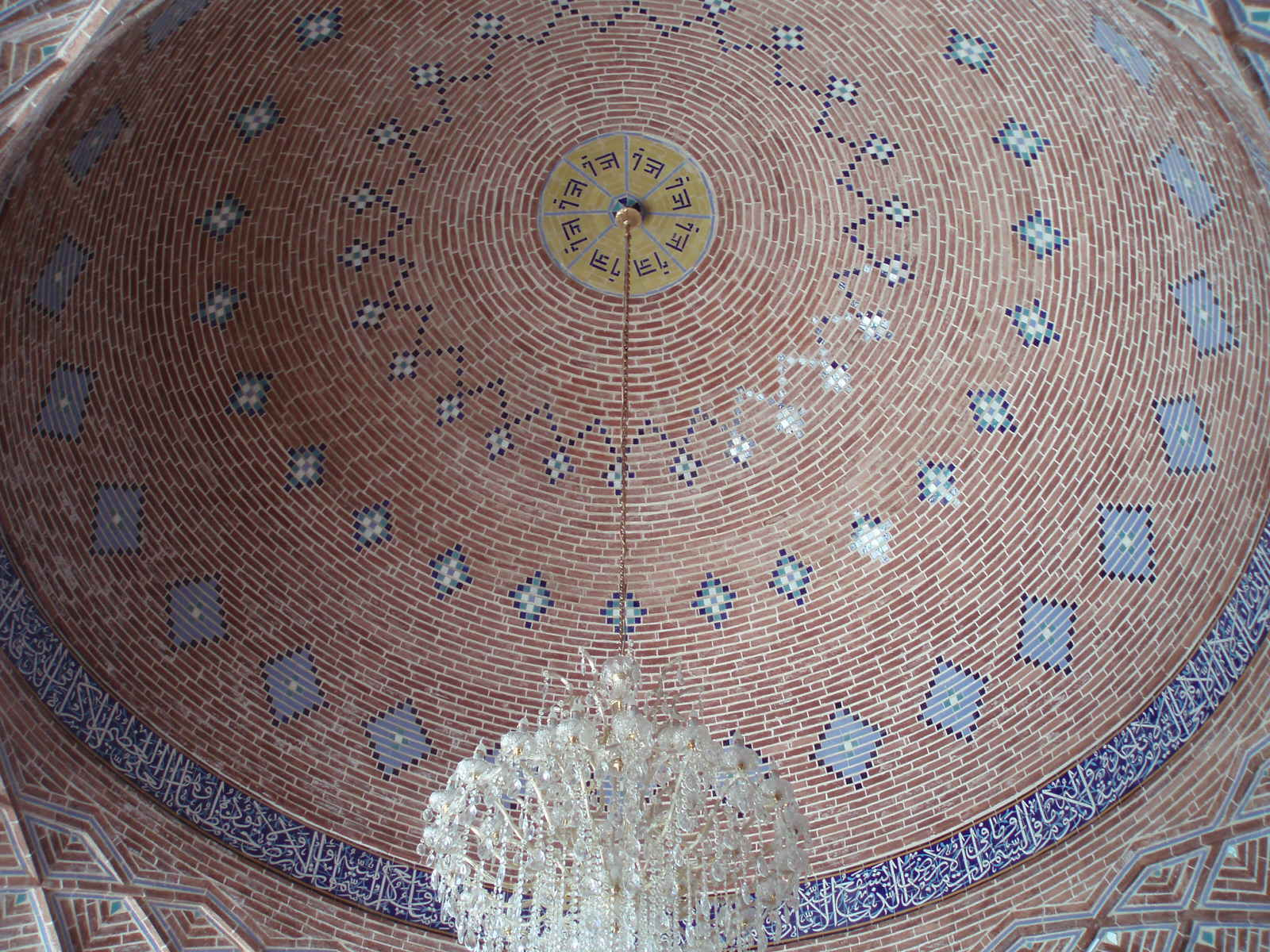
Interior view of the dome
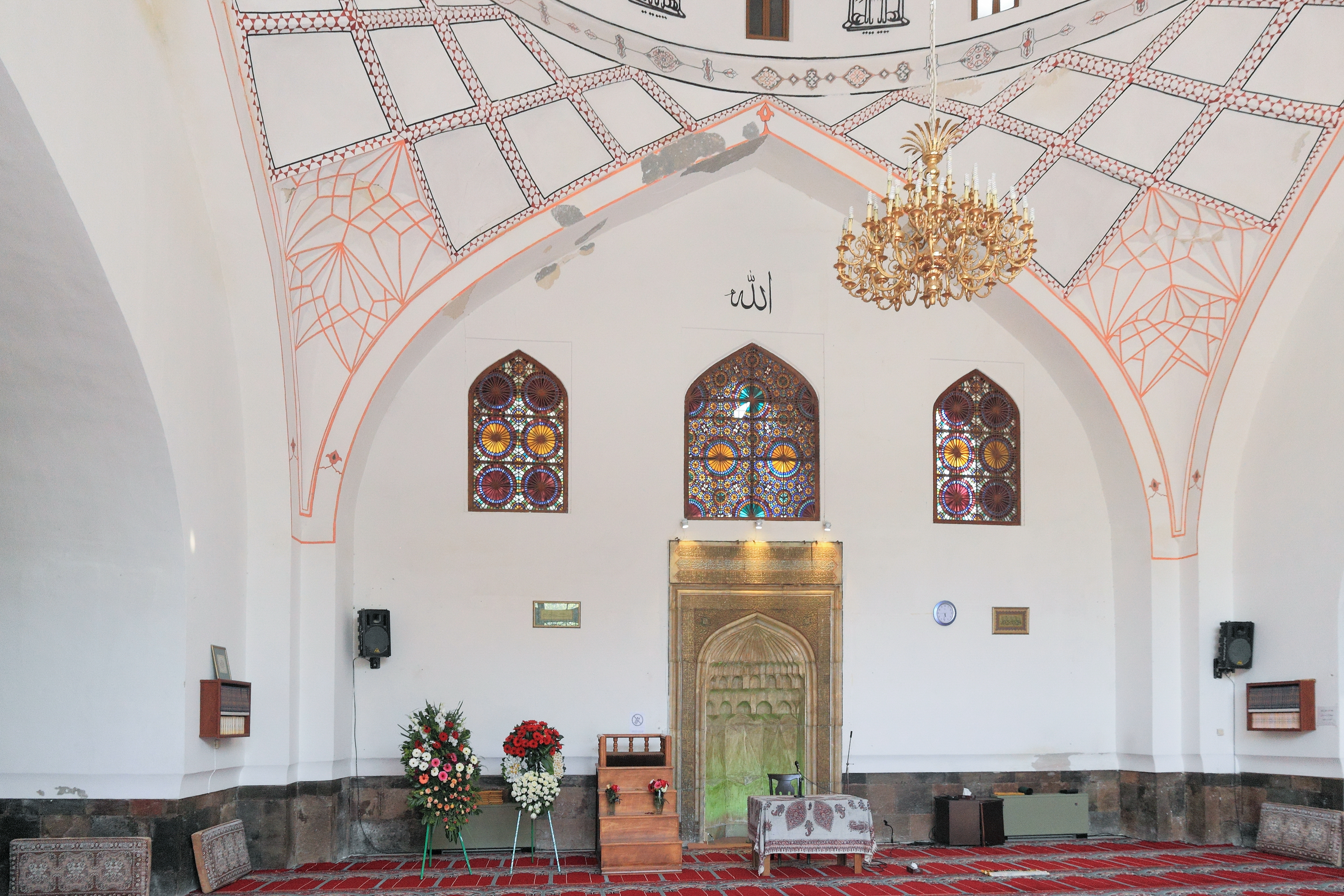
Interior
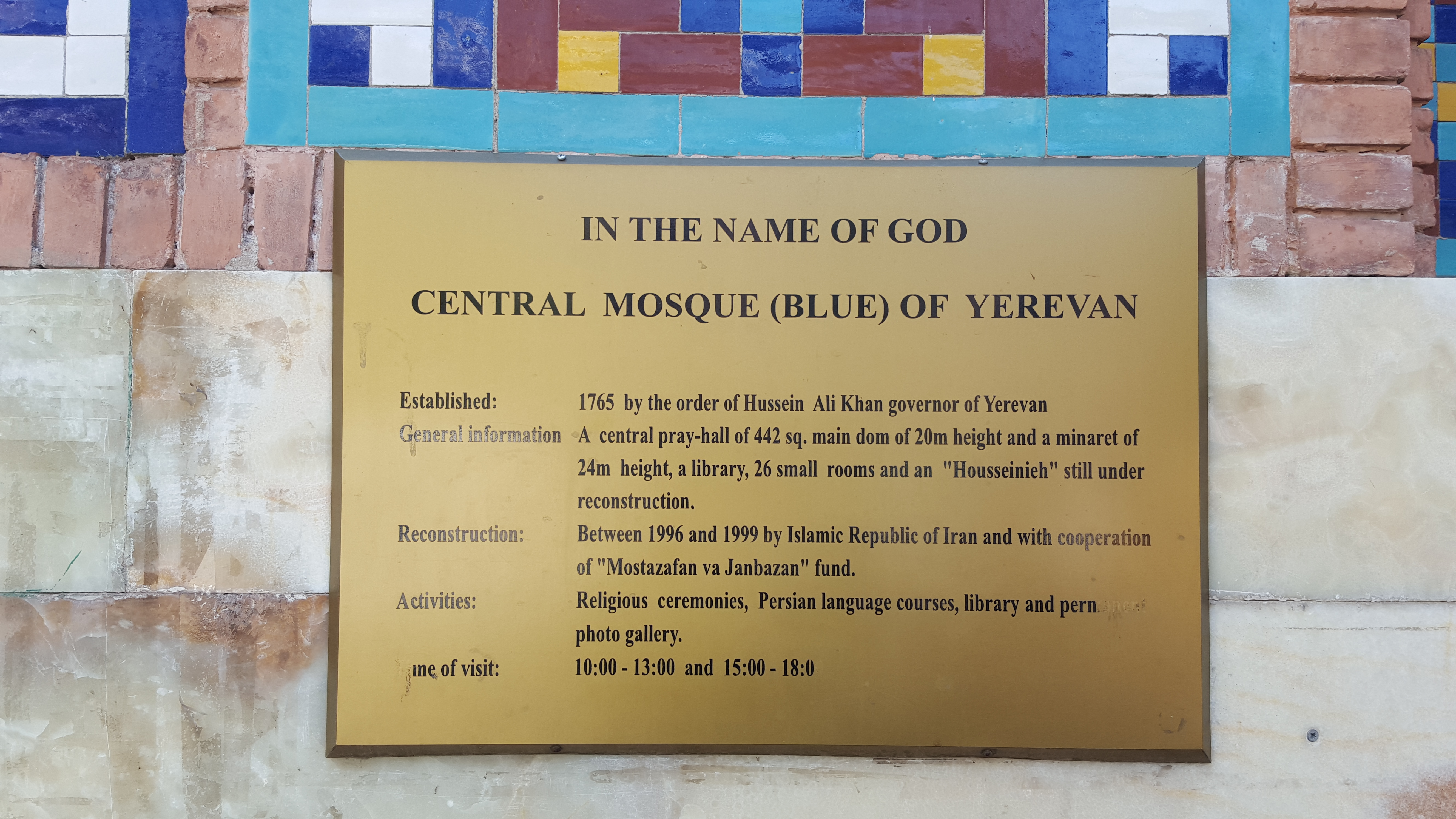